# Горнсдорф
Горнсдорф (нем. Gornsdorf) — община в Германии, в земле Саксония. Подчиняется административному округу Кемниц. Входит в состав района Рудные Горы. Подчиняется управлению Ауэрбах. Население составляет 2143 человека (на 31 декабря 2010 года). Занимает площадь 4,18 км².

## Население
| Год  | Численность | Численность |
| ---- | ----------- | ----------- |
| 2017 | 1940        | [ 1 ]       |
| 2019 | 1914        | [ 3 ]       |
| 2021 | 1897        | [ 4 ]       |
| 2022 | 1926        | [ 5 ]       |
| 2023 | 1880        | [ 2 ]       |